# Niklas-Luhmann-Gymnasium
Das Niklas-Luhmann-Gymnasium ist eine öffentliche Schule in Oerlinghausen, Kreis Lippe, in Nordrhein-Westfalen.

## Name
Das Städtische Gymnasium Oerlinghausen wurde im Jahr 2000 in Niklas-Luhmann-Gymnasium umbenannt. Niklas Luhmann, der rund dreißig Jahre lang in Oerlinghausen wohnte, war ein deutscher Soziologe und Gesellschaftstheoretiker. Als einer der Begründer der soziologischen Systemtheorie zählt Luhmann zu den herausragenden Klassikern der Sozialwissenschaften im 20. Jahrhundert.

## Geschichte

### Die Rectorschule
Das Gründungsjahr der ersten weiterführenden Schule in Oerlinghausen wurde vom Gründer, Pastor Wilhelm Weerth, mit 1857 angegeben. Im Konfirmandenregister der Kirchengemeinde tauchten 1862 erstmals die Namen von Schülern einer sogenannten Rectorschule auf. Unter Rectorschulen sind von Bürgern gegründete und unterhaltene Privatschulen zu verstehen. Der Unterricht fand in einem Anbau der Alexanderkirche statt, der Gertkammer genannt wurde. Erster Rektor war der Theologe Gerstung. Die neue Schule erfuhr bald großen Zuspruch, nicht nur aus Oerlinghausen, sondern auch aus der weiteren Umgebung. Ostern 1878 erfolgte der Umzug aus der Gertkammer in ein neues Gebäude mit mehreren Räumen am Kirchplatz.
Anfangs diente nur ein Raum im Erdgeschoss dem Unterricht, während die Zimmer im Obergeschoss vom jeweiligen Lehrer bewohnt wurden. Als die Schülerzahl später weiterhin zunahm, wurden alle Räume zu Lehrzwecken benötigt. Ein zweiter Lehrer musste hauptamtlich eingestellt werden und Volksschullehrer, manchmal vom Pfarrer und Küster unterstützt, übernahmen zusätzliche Unterrichtsstunden. Zwischen 40 und 60 Schüler besuchten um die Jahrhundertwende jährlich die Privatschule und insgesamt rund 1000 waren es bis zu ihrer Auflösung im Jahr 1949. Aus dem Schülerverzeichnis von 1925 ist ersichtlich, dass die Schüler mehrheitlich aus der Ober- und Mittelschicht der Bevölkerung kamen. Die Eltern waren Fabrikanten, Kaufleute, Handwerksmeister, Beamte und Landwirte, während nur knapp zehn Prozent aus Arbeiterfamilien stammten.
Die wirtschaftliche Situation der Privatschule war in den 1930er Jahren zunehmend angespannt. Das Schulgeld von 25 Reichsmark für jeden Schüler wurde oft nicht pünktlich gezahlt. Der Betrag entsprach ungefähr dem Wochenlohn eines Tischlers in dieser Zeit. Häufig mussten die Lehrer auf die Zahlung ihres Gehalts warten, das außerdem niedriger war als das der Lehrer an den staatlichen oder kirchlichen Schulen. Diese Situation führte zu einer hohen Fluktuationsrate bei den Lehrern der Privatschule. Die Stadt hatte kein Interesse an der Schließung der Schule und übernahm sie deshalb 1936 nach langwierigen Verhandlungen in die städtische Trägerschaft. Die Schule trug jetzt den Namen Städtische Rektorschule und wurde dem Direktor des Leopoldinums unterstellt. Eine Visitation des Direktors verlief positiv und brachte ein durchaus befriedigendes Unterrichtsergebnis.
Im Verlauf des Zweiten Weltkriegs wurden viele Lehrkräfte zum Militärdienst einberufen. Ein weiteres Problem waren die zahlreichen Schüler aus evakuierten Familien der luftbedrohten Großstädte. Im Herbst 1943 wurden beispielsweise zeitweilig 96 Schüler von nur einem einzigen Lehrer unterrichtet. Nach dem Kriegsende 1945 musste die Schule mehr als ein halbes Jahr lang schließen.

### Das Progymnasium
1947 bekam die bisherige Rectorschule den Namen Oberschule. Am 1. Oktober 1948 erfolgte eine Aufstockung um die Klassen 9 und 10, damals Obertertia und Untersekunda genannt. Es gab erneut akute Raumprobleme durch den starken Anstieg der Schülerzahl. Zur Entlastung entschied der Rat der Stadt 1949, die bestehende Volksschule (heute Rathaus) um einen Anbau zu erweitern. Ab 1950 hieß die Schule Städtisches mathematisches-naturwissenschaftliches Progymnasium für Jungen und Mädchen. Die Schülerzahl wuchs weiter und im gleichen Jahr unterrichteten 12 Lehrer insgesamt 250 Schüler. Es gab erhebliche Raumprobleme, so dass teilweise Unterricht im Stadthotel und im Saal des Jägerkruges erteilt werden musste. Die Situation verbesserte sich erst 1958, als die Volksschule einen Neubau in der Werthstraße bekam und dem Progymnasium nun die gesamten Räume des heutigen Rathauses zur Verfügung standen. Inzwischen gab es sechs Klassen mit 180 Schülern und 10 Lehrern.

### Das Gymnasium
Bereits 1957 diskutierte der Oerlinghauser Stadtrat über den Ausbau des Progymnasiums zu einem vollständigen Gymnasium. Am 19. Dezember 1963 wurde schließlich im Stadtrat beschlossen, die Schule zu einem Gymnasium mit den Jahrgangsstufen 5 bis 13 zu erweitern. Ab 1966 konnten Schüler in Oerlinghausen ihr Abitur vor Ort ablegen. Oberstudiendirektor Günther Winter wurde erster Leiter des neuen Oerlinghauser Gymnasiums. Wieder war mit steigenden Schülerzahlen zu rechnen. Ein Neubau war erforderlich, da vor allen Dingen die notwendigen Fachräume fehlten. Am 20. März 1973 wurde schließlich der Grundstein für das neue Gymnasium an der Ravensbergerstraße gelegt, das am 20. Juni 1975 festlich eingeweiht werden konnte. Schon 1979 war ein Anbau für acht Klassenräume erforderlich, denn die Schülerzahl hatte sich auf 1165 erhöht. Im Schuljahr 1981/82 wurde der Höchststand mit 1318 Schülern bei 83 Lehrern erreicht. Durch die Errichtung neuer weiterführender Schulen in den Nachbargemeinden, wie Schloß Holte-Stukenbrock und Leopoldshöhe, gingen die Schülerzahlen allmählich zurück. 1982 konnte das Oerlinghauser Gymnasium mit einem großen Schulfest seinen 125. Geburtstag feiern.
Das Oerlinghauser Gymnasium entwickelte sich für die Stadt und nähere Umgebung zu einem kulturellen Mittelpunkt. In der Aula finden Theater- und Musikaufführungen statt, und in Klassen- und Fachräumen gibt es Volkshochschulkurse und Vorträge.
Im Jahr 2000 erfolgte die Umbenennung in Niklas-Luhmann-Gymnasium. Ein wesentlicher Grund für die Umbenennung war neben der wissenschaftlichen Relevanz Luhmanns die Tatsache, dass er die letzten zwanzig Jahre seines Lebens, von 1977 bis 1998, in Oerlinghausen gewohnt hat.
2007 wurde der 150. Geburtstag der Schule gefeiert. Das Fest stand unter dem Motto Schule mit Zukunft. Rund 900 Schüler beteiligten sich eine Woche lang an entsprechenden Projekten und präsentierten anschließend die Ergebnisse, wie zum Beispiel zum Thema Zentralabitur, Schulzeitverkürzung, Ganztagsschule und Kooperation von Schule und Wirtschaft.

## Projekte

### AIDS-Prävention
In der letzten Unterrichtswoche des Schuljahres gibt es einen Projekttag mit dem Thema Partnerschaft und AIDS. Ort der Veranstaltung sollte ein Raum außerhalb der Schule sein. Im Rahmen des Projekts werden den Schülern zusätzlich zum Sexualkundeunterricht Informationen zum Thema AIDS vermittelt. Die Tagung wird von Experten aus der Arbeit mit Jugendlichen geleitet, wie zum Beispiel von der AWO, von Pro Familia, von der Drogenberatung Lippe, vom Diakonischen Werk, vom Gesundheitsamt und der AIDS-Hilfe Bielefeld. Basis jeder AIDS-präventiven Aktivität ist die Vermittlung von Informationen über die Krankheit. Dabei sollte besonders auf die Ansteckungsgefahr, Übertragungswege und Schutzmaßnahmen eingegangen werden.

### Betriebspraktikum
Das Betriebspraktikum soll einen allgemeinen Einblick in das Berufsleben geben und wird in der Klasse 10 vorbereitet, begleitet und nachbereitet. Es dauert in der Regel zwei Wochen. Am Ende ist von der Schülerin oder vom Schüler ein Praktikumsbericht zu erstellen, der gleichzeitig eine Vorbereitung für die fällige Facharbeit in der Oberstufe darstellt.
Das Betriebspraktikum dient hauptsächlich der Berufsorientierung und weniger der Suche nach dem geeigneten Beruf. Die Schüler bekommen die Möglichkeit, Anforderungen und Prozesse in der Arbeitswelt kennenzulernen. Sie können gegebenenfalls im Unterricht erworbenes Wissen im Laufe des Praktikums anwenden. Die Auswahl des Praktikumsplatzes ist nahezu frei und umfasst alle derzeit bekannten Berufe in Industrie, Handwerk, Handel, Verwaltung, Justiz, Sozialeinrichtungen und anderen Sparten. Als Hilfesteller bei der Findung eines Praktikumsplatzes dient vorzugsweise die Bundesagentur für Arbeit in Detmold oder Bielefeld.

### Bibliothek
Die Schulbibliothek des Niklas-Luhmann-Gymnasiums entstand aus einer Lehrerinitiative und umfasst rund 11.000 Medien. Die Bibliothek soll die Funktion eines Selbstlernzentrums erfüllen, durch das Schüler außerhalb des Unterrichts bestimmte Projekte mit Hilfe der Medien und des Computers bearbeiten können.

### Bibliotheksprojekt
Zur Vorbereitung einer Facharbeit sollen die Schüler in die Bibliotheksrecherche eingeführt werden. Danach erfolgt die Bewertung oder Annotation der gefundenen Literatur bezüglich ihrer Eignung. Drittens wird eine Literaturliste für eine Facharbeit erstellt, die sogenannte Bibliographie.
Das Fachpersonal der Universität Bielefeld gibt eine detaillierte Einweisung in die Recherche und führt die Schüler durch die Universitätsbibliothek. Anschließend suchen diese entsprechend dem Thema ihrer Facharbeit selbständig fünf Titel aus und erfassen sie bibliographisch. Zwei der ausgewählten Titel sollen hinsichtlich ihrer Eignung annotiert werden. Als nächster Schritt wird eine Internet-Recherche zum Thema durchgeführt. Die gefundenen Texte werden ebenfalls bewertet und bibliographisch erfasst. Zur Vorbereitung auf die Facharbeit werden insgesamt drei Literaturlisten mit Annotationen erstellt.

### Bläserklassen
Schüler der fünften Jahrgangsstufe können im Rahmen des regulären Musikunterrichts das Spielen eines Blasinstruments erlernen. Ziel dieses Angebots ist es, möglichst vielen Kindern den aktiven Umgang mit der Musik nahezubringen. Theoretisches Wissen, wie Notenlesen, Rhythmik und Atemtechnik, ist die Grundlage für das Spielen zahlreicher Instrumente. Einer wissenschaftlichen Untersuchung von Professor Hans Günter Bastian in Berlin zufolge hat das soziale Lernen innerhalb einer Instrumentalklasse positive Auswirkungen auf den gesamten Lernprozess. Darüber hinaus wird die Konzentrationsfähigkeit und das Durchhaltevermögen trainiert. Die Blasinstrumente werden den Schülern für den Zeitraum von zwei Jahren in der Erprobungsstufe (Klassen fünf und sechs) leihweise zur Verfügung gestellt.
Derzeit gibt es in Deutschland mehr als 1000 Bläserklassen. Nach Ende des zweijährigen Musikunterrichts können die Teilnehmer in den Ensembles des Gymnasiums mitwirken, zum Beispiel in der Junior-Big-Band und dem Orchester Oerlinghausen. Während der letzten zehn Jahre haben rund die Hälfte aller Schüler des Niklas-Luhmann-Gymnasiums eine Bläserklasse besucht. Heute bereichern sie mit ihrem Können in diversen Auftritten das kulturelle Leben der Stadt Oerlinghausen.

### Lions Quest
Lions-Quest ist eine Kooperation zwischen Lions Clubs International und Quest International und hat zum Ziel, Schüler im Alter zwischen 10 und 15 Jahren durch die Förderung sozialer Kompetenzen beim Erwachsen-Werden zu unterstützen. Das Projekt ist seit 1999 im Schulprogramm des Niklas-Luhmann-Gymnasiums. Lions Quest will jungen Menschen dabei helfen, selbstverantwortlich Entscheidungen zu treffen und umzusetzen, Konfliktsituationen im Alltag zu bewältigen und Problemlösungen zu finden.
Am Niklas-Luhmann-Gymnasium gibt es zurzeit rund zwanzig ausgebildete Lions-Quest-Lehrer, die bevorzugt in den Klassen fünf und sechs eingesetzt werden. Pro Woche findet hier eine Lions-Quest-Stunde und in den siebten Klassen ein Lions-Quest-Projekt statt.

### Komm mit – fördern statt sitzenbleiben
Dieses vom Schulministerium initiierte Projekt hat zum Ziel, die Zahl der Sitzenbleiber nachhaltig und systematisch zu senken. Am Niklas-Luhmann-Gymnasium wurde deshalb ein individuelles, aus vier Feldern bestehendes Förderprogramm entwickelt:
1. verbindliche individuelle Lernberatung
2. Förderung der Lernmotivation
3. individuelle Betreuung zur Nachprüfung zugelassener nicht versetzter Schüler
4. Lernförderungsprojekt Schüler helfen Schülern.

Das Projekt wird von der Universität Köln wissenschaftlich begleitet.

### Kommunikationstraining
Die Schule bietet Schülern der neunten Jahrgangsstufe ein dreitägiges Kommunikationstraining an. Die Qualität des Unterrichts und der Lernerfolg hängen in hohem Maße von den kommunikativen Fähigkeiten von Schülern und Lehrern ab, nämlich vom Sprechen und Zuhören, vom Referieren, Argumentieren und Diskutieren. Kommunikationskompetenz ist ebenfalls für Studium und Beruf von Bedeutung, denn die meisten Probleme lassen sich nur durch eine konstruktive Zusammenarbeit lösen.#

## Mit dem Niklas-Luhmann-Gymnasium verbundene Persönlichkeiten
- Niklas Luhmann (1927–1998), Soziologe und Gesellschaftstheoretiker, Namensgeber
- Helena Mihaljević (* 1982), Mathematikerin, Abitur 2000
- Johannes Wagner (* 1982), politischer Beamter, Abitur 2002
- Rob Vegas (* 1984), Internet-Showmaster, Abitur 2003